# Scheinerblende

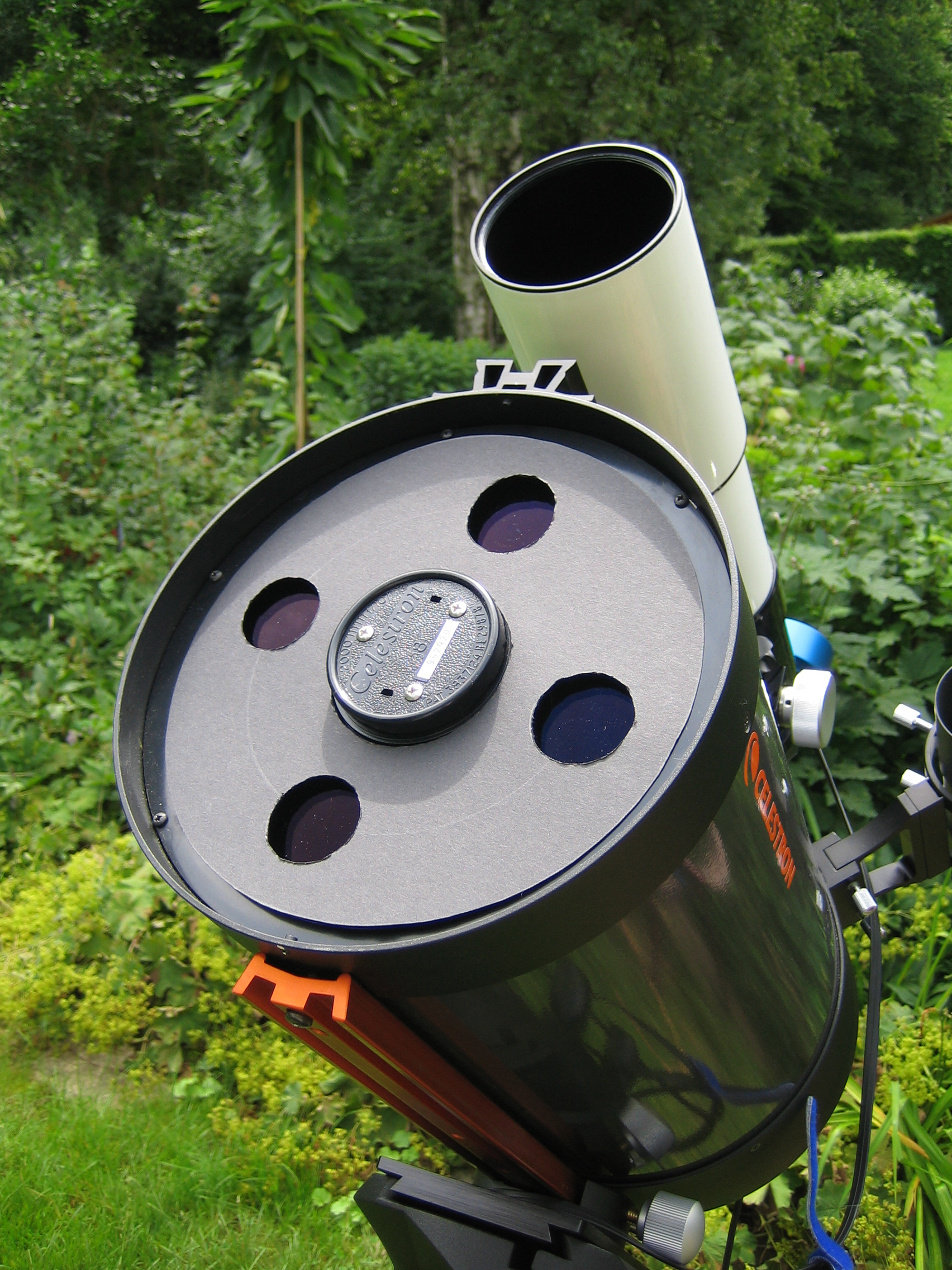
Amateurteleskop mit aufgesetzter Scheinerblende

Die Scheinerblende ist eine Anfang des 17. Jahrhunderts von Christoph Scheiner erfundene Scharfstell-Hilfe für optische Geräte. Sie besteht aus einer Abdeckplatte mit mindestens zwei Löchern (Aperturblende bzw. Eintrittspupille), die symmetrisch angebracht sind. 
Eine Blende mit mehr als zwei Öffnungen wird auch Hartmann-Blende oder Hartmannsche Lochblende genannt, nach dem deutschen Astronomen Johannes Franz Hartmann. Diese Blende wird zum Vermessen des Strahlengangs von Fernrohr-Objektiven verwendet und die Eignung als Scharfstellhilfe ist nur ein Nebenprodukt.

## Anwendung
Zur Fokussierung eines optischen Gerätes wird die Scheinerblende vor der vordersten Linse montiert, ein punktförmiges Objekt anvisiert und scharfgestellt (z. B. ein Stern in der Astronomie). Solange der Fokus noch nicht erreicht wurde, wird das (punktförmige) Objekt mehrfach abgebildet, abhängig von der Zahl der Öffnungen in der Scheinerblende. Diese Punkte wandern aufeinander zu, je besser fokussiert ist; beim Fokussieren in die falsche Richtung wandern die Punkte voneinander weg. Bei Erreichen des Fokus sind die Punkte zu einem Punkt verschmolzen. Die Optik ist nun scharf eingestellt und die Scheinerblende kann abgenommen werden.
In der Astrofotografie z. B. kann so auch bei lichtschwachen Objekten zuverlässig scharfgestellt werden. Da durch die großflächige Abdeckung der Hauptöffnung jedoch viel Licht verloren geht, wird üblicherweise an einem hellen Stern erst scharf gestellt und dann zum Zielobjekt geschwenkt.
Die Bahtinov-Maske ist ebenfalls eine Scharfstell-Hilfe für Amateurteleskope und verwendet mehrere Schlitze.
Die Scheinerblende darf nicht mit der Scheiner-Methode verwechselt werden; letztere ist erst im 19. Jahrhundert von Julius Scheiner entwickelt worden.